# رانجيلي (فلم)
رَانْجيلي (نيبالي: रङ्गेली) هو فيلم نيبالي من نوع إثارة-جريمة لعام 2024 كتبه وأخرجه «أرجون سوبيدي». أنتجه «راميش بهاتاراي» و«سانسار تشاولاجين» تحت شعار «صور الفردوس» و«أفلام بلانيت3». يضم الفيلم في أدوار محورية كلاً من داياهانج راي، ميرونا ماجار، أربان ثابا، «برابين خاتيوادا» و«راميش بوداثوكي». يُعتبر "رَنْجيلي" قصة عصابات مع لمسة جديدة، مقدماً منظوراً جديداً في السينما النيبالية. صدر الفيلم في دور العرض عالمياً في 8 مارس 2024، تزامناً مع مناسبة مها شيفراتري.

## الملخص
قصة فيلم "رَانْجيلي" تدور حول عالم العصابات في نيبال، حيث يُركز الفيلم على شخصية فيجاي الذي يجد نفسه متورطًا في مواجهة مع عصابات الجريمة المنظمة. يتعامل الفيلم مع مواضيع مثل الفساد والعنف والمعاناة الاجتماعية، مما يضفي على القصة توترًا وإثارة. يتميز الفيلم بتقديم منظور جديد لسينما نيبال، حيث يعكس الواقع الاجتماعي والسياسي في البلاد بشكل واقعي وصادق.

## طاقم العمل
- داياهانج راي في دور فيجاي
- ميرونا ماجار في دور جونكيري
- أربان ثابا في دور بهاغوان دادا [4]
- برابين خاتيوادا في دور مان ب. دهاكال
- راميش بوداثوكي

## روابط خارجية
- Rangeli  في قاعدة بيانات الأفلام على الإنترنت (بالإنجليزية)